# Cascada de Sa Spendula

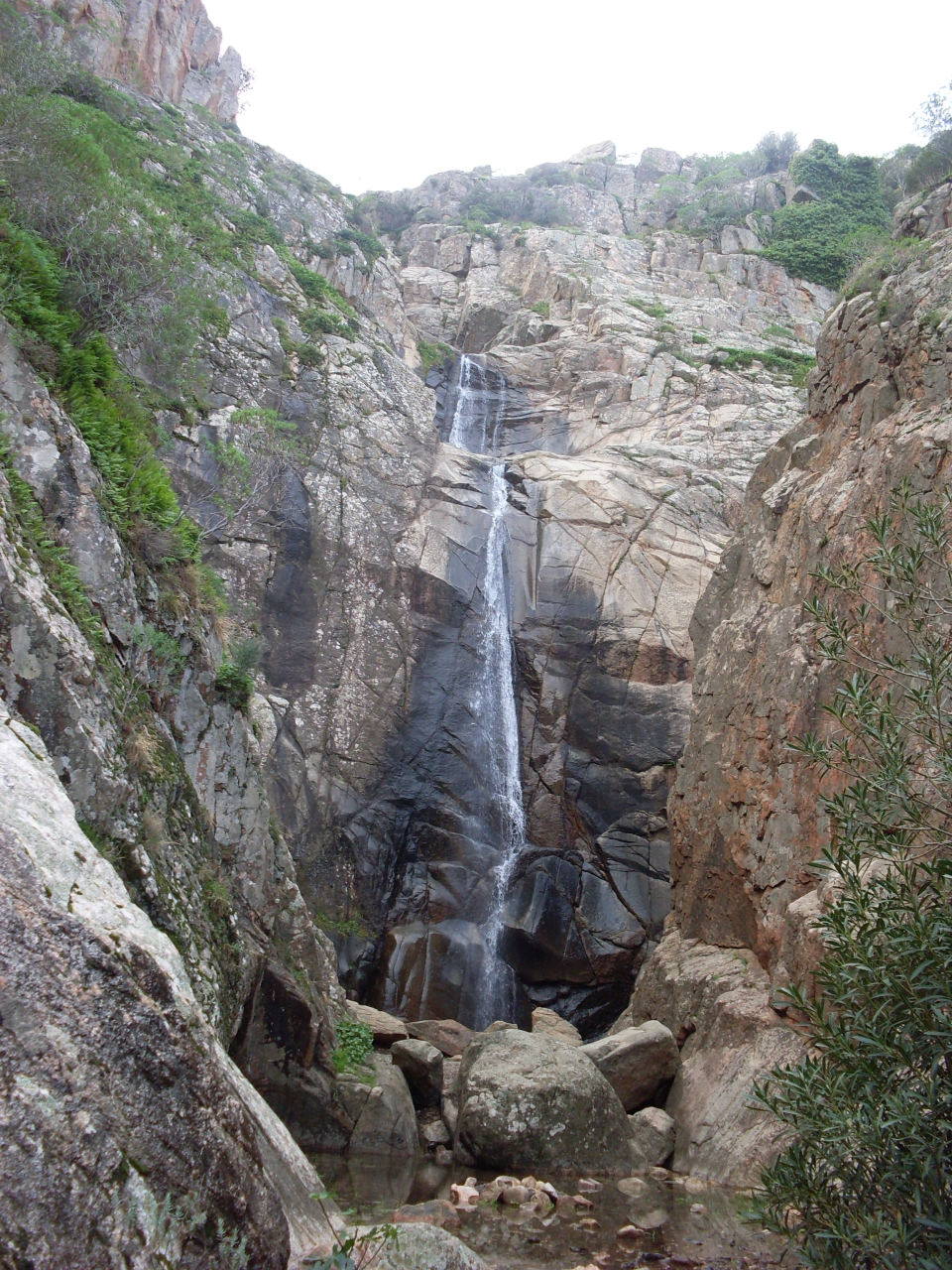
Cascada de Sa Spendula

La Cascada de Sa Spendula es una cascada situada junto a la ciudad sarda de Villacidro y dentro de su término municipal en la provincia de Cerdeña del Sur (Cerdeña). Consta de tres saltos, está formada por el río Coxinas y es un destino popular durante el verano. Está situada en las proximidades de un parque recreativo y es uno de los símbolos de la isla de Cerdeña.
Como todos los saltos de agua situados en la isla está alimentada por las corrientes de agua torrencial, la caída de agua de la cascada sólo se puede ver entre otoño y primavera, pues se seca a partir de finales de la primavera. 
El sitio fue elogiado en un poema de Gabriele D'Annunzio durante su estancia en la isla en 1882. Mientras el poeta admiraba la sucesión de saltos entre las rocas, espió a un lugareño:

"En el frondoso valle un pastor vigilante,

envuelto en pieles de animal,
 
asecha sobre los despeñaderos de caliza,
 
cual fauno de bronce, silencioso e inmóvil".

- Datos: Q3944154
- Multimedia: Sa Spendula / Q3944154